# Трупіал венесуельський
Трупіа́л венесуельський (Icterus icterus) — вид горобцеподібних птахів родини трупіалових (Icteridae). Мешкає в Південній Америці та на Карибах. Є національним птахом Венесуели.

## Опис

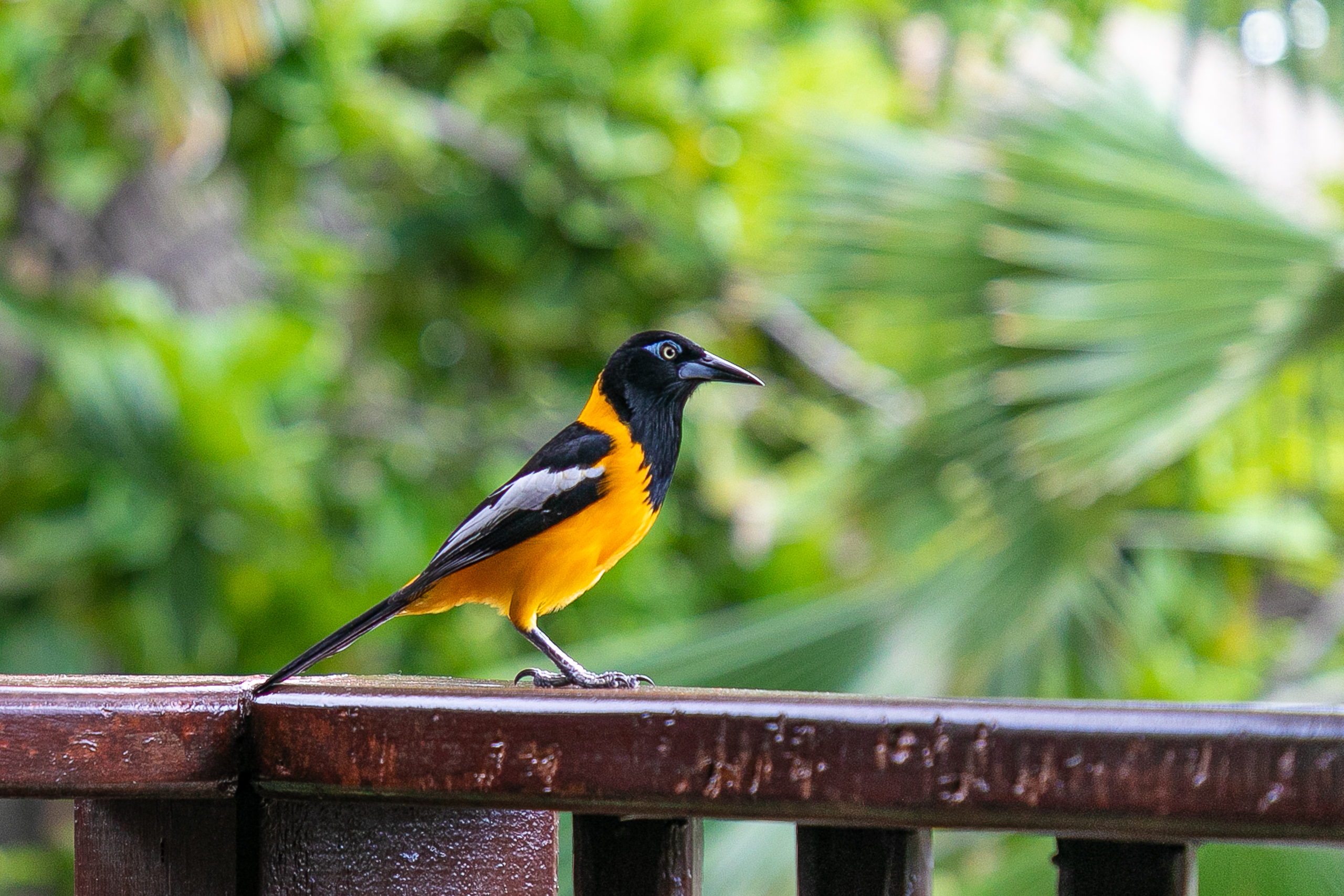
Венесуельський трупіал (Кюрасао)

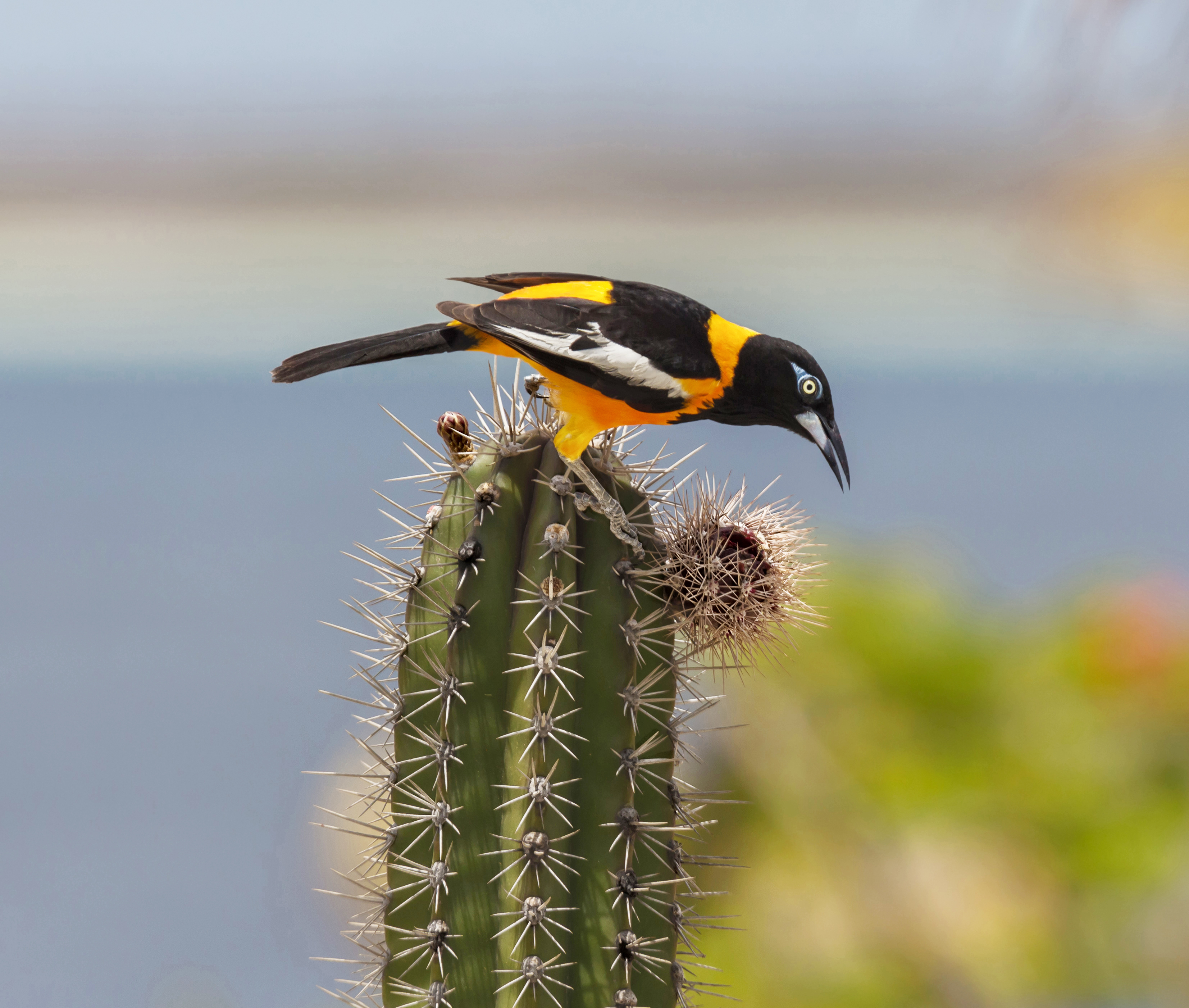
Венесуельський трупіал (Бонайре)

Довжина птаха становить 23 см. Забарвлення переважно яскраво-оранжеве. Голова, горло, верхня частина грудей, спина, крила і хвіст чорні. На крилах білі плями, плечі чорні, задня частина шиї оранжева. Очі жовті, навколо очей плями голої блакитної шкіри. Виду не притаманний статевий диморфізм.

## Підвиди
Виділяють три підвиди:
- I. i. icterus (Linnaeus, 1766) — північ центральної Венесуели;
- I. i. ridgwayi (Hartert, E, 1902) — північ Колумбії і Венесуели, острови Аруба, Кюрасао, Бонайре, Маргарита і Тринідад;
- I. i. metae Phelps Jr & Aveledo, 1966 — північно-східна Колумбія і крайній захід Венесуели (південний захід Апуре).

## Поширення і екологія
Венесуельські трупіали мешкають в Колумбії і Венесуелі, на Тринідаді і Тобаго та на Нідерландських Антильських островах. Вони також були інтродуковані на острови Пуерто-Рико, Мона, Сент-Томас, Сент-Джон, Антигуа і Домініка. Венесуельські трупіали живуть в сухих тропічних лісах, рідколіссях, чагарникових і кактусових заростях, в саванах льяносу та в галерейних лісах, на висоті до 500 м над рівнем моря. Живляться переважно комахами та іншими безхребетними, а також дрібними хребетними, зокрема пташенятами, плодами і яйцями. Сезон розмноження триває з березня по вересень. На відміну від інших трупіалів, венесуельські трупіали не будують власні гнізда, а захоплюють чужі, виганяючи з них власників, або використовують вже покинуті гнізда. Зокрема, вони захоплюють гнізда великих пітанг і рудолобих м'якохвостів Захопивши гніздо, птахи розорюють його, поїдаючи пташенят або яйця, які там знаходились. Після того самиці відкладають 3-4 яйця. Інкубаційний період триває приблизно 2 тижні.